# Фоули, Дуглас
Дуглас Фоули (англ. Douglas Fowley), имя при рождении Дэниел Винсент Фоули (англ. Daniel Vincent Fowley; 30 мая 1911 года — 21 мая 1998 года) — американский актёр кино и телевидения, известный по ролям в фильмах 1930-50-х годов.
За свою карьеру, охватившую почти 50 лет, Фоули снялся более чем в 240 фильмах, среди них такие картины, как «За одну милю до рая» (1937), «Чарли Чан на Острове сокровищ» (1939), «Додж-Сити» (1939), «Где-нибудь я найду тебя» (1942), «Отчаянный» (1947), «Море травы» (1947), «Поле битвы» (1949), «Могучий Джо Янг» (1949), «Ограбление инкассаторской машины» (1950), «Поющие под дождём» (1952), «Обнажённые джунгли» (1954), «Варавва» (1961), «Широко шагая» (1973) и «От полудня до трёх» (1976).
На телевидении Фоули играл постоянные роли второго плана в сериалах «Жизнь и житие Уайетта Эрпа» (1955-61), «Пистолеты и девушки» (1966-67) и «Школа детективов» (1979).
Дуглас Фоули является отцом известного рок-музыканта и музыкального продюсера Кима Фоули.

## Ранние годы и начало карьеры
Дуглас Фоули (имя при рождении Дэниел Винсент Фоули) родился и вырос в Гринвич-Виллидж (по другим данным — в Бронксе) в Нью-Йорке. Его мать Анна О’Коннор была певицей, а отец Джон — живописцем, скульптором, писателем и лингвистом, получившим образование в Тринити-колледже в Дублине.
Фоули учился в католической Школе Святого Ксаверия в Нью-Йорке, где уже в девятилетнем возрасте заинтересовался актёрской игрой. Ещё во время учёбы он взял себе имя Дуглас. После окончания школы Фоули поступил в Театр Уолтера Хэмпдена, где играл заглавную роль в спектакле «Юлий Цезарь», после чего поработал в различных театрах, включая театр Perruschi Players в Сарасоте, Флорида. Выступая в качестве театрального актёра, певца и танцора во время регулярных театральных сезонов, в летние месяцы Фоули работал спортивным тренером и экспедитором.
Позднее Фоули направился на запад, где поступил в Городской колледж Лос-Анджелеса. Там Фоули продолжал играть на сцене, и исполнением роли в спектакле «Моряк, будь осторожен» обратил на себя внимание кинокомпании Fox Film Corporation.

## Карьера в кино
В 1933 году Фоули дебютировал в кино в криминальной мелодраме «Безумная игра» (1933) со Спенсером Трейси и Клер Тревор, где сыграл небольшую роль гангстера (без указания в титрах). В 1934 году Фоули подписал контракт с компанией Universal (позднее перейдя на Fox), положив начало, по словам историка кино Карен Хэннсберри, «феноменальной серии появлений на экране». В период между 1934 и 1954 годами он играл в среднем в девяти фильмах в год, исполняя роли гангстеров, репортёров, ковбоев, таксистов, копов, солдат и барменов. Как отмечает Хэннсберри, «поразительно, но в течение своих первых шести лет в Голливуде Фоули находил время выступать ещё и в эстрадных шоу, и в ночных клубах в роли комика, ведущего, певца и танцора». При этом «качество фильмов, в которых играл Фоули, было столь же разным, как и его роли».
Среди фильмов Фоули 1930-х годов Хэннсберри отмечает мюзикл «Дар болтовни» (1934), который, несмотря на сильный актёрский состав, провалился в прокате, слезоточивую мелодраму с Мэри Астор «Прямо от сердца» (1935), увлекательный мюзикл «Пой, детка, пой» (1936) и драму «36 часов на убийство» (1936), где Фоули сыграл гангстера, которого транспортирует в поезде правительственный агент в исполнении Брайана Донлеви. В 1937 году Фоули сыграл в популярном мюзикле «На авеню» (1937) с Диком Пауэллом в роли бродвейского продюсера, приключенческом фильме Джона Форда «Патрулирующая подводная лодка» (1938), комедийном вестерне «Дикая кошка Аризоны» (1938) и вестерне Майкла Кёртиса «Додж-Сити» (1939) с Эрролом Флинном и Оливией де Хавилланд, который стал кассовым хитом.
По словам Хэла Эриксона, «в конце 1930-х и начале 1940-х годов благодаря своей мрачной внешности Фоули играл, как правило, гангстеров, в частности, в детективных киносериалах про Чарли Чена и мистера Мото, которые производила студия 20th Century Fox». В этот период Фоули сыграл в криминальных мелодрамах «Мэйден Лейн, 15» (1936), «Чарли Чан на Бродвее» (1937), «Игра мистера Мото» (1938), «Перерыв на убийство» (1938), «Городская девушка» (1938), «Чарли Чан на Острове сокровищ» (1939), «Девушка из кафе» (1940) и «К востоку от реки» (1940).
В начале 1940-х годов Фоули сыграл в двух хорошо принятых фильмах — мелодраме «Где-нибудь я найду тебя» (1942) с Кларком Гейблом и Ланой Тёрнер и драме «Питтсбург» (1942) с Марлен Дитрих, Джоном Уэйном и Рэндольфом Скоттом. Фоули также сыграл заметную роль торговца страховками в комедийной короткометражной пропагандистской ленте «Дьявол с Гитлером» (1942). Во время Второй мировой войны в 1943-44 годах Фоули служил в Военно-морском флоте на одном из авианосцев в Тихом океане, где в результате взрыва получил лёгкое ранение, лишившись передних зубов.

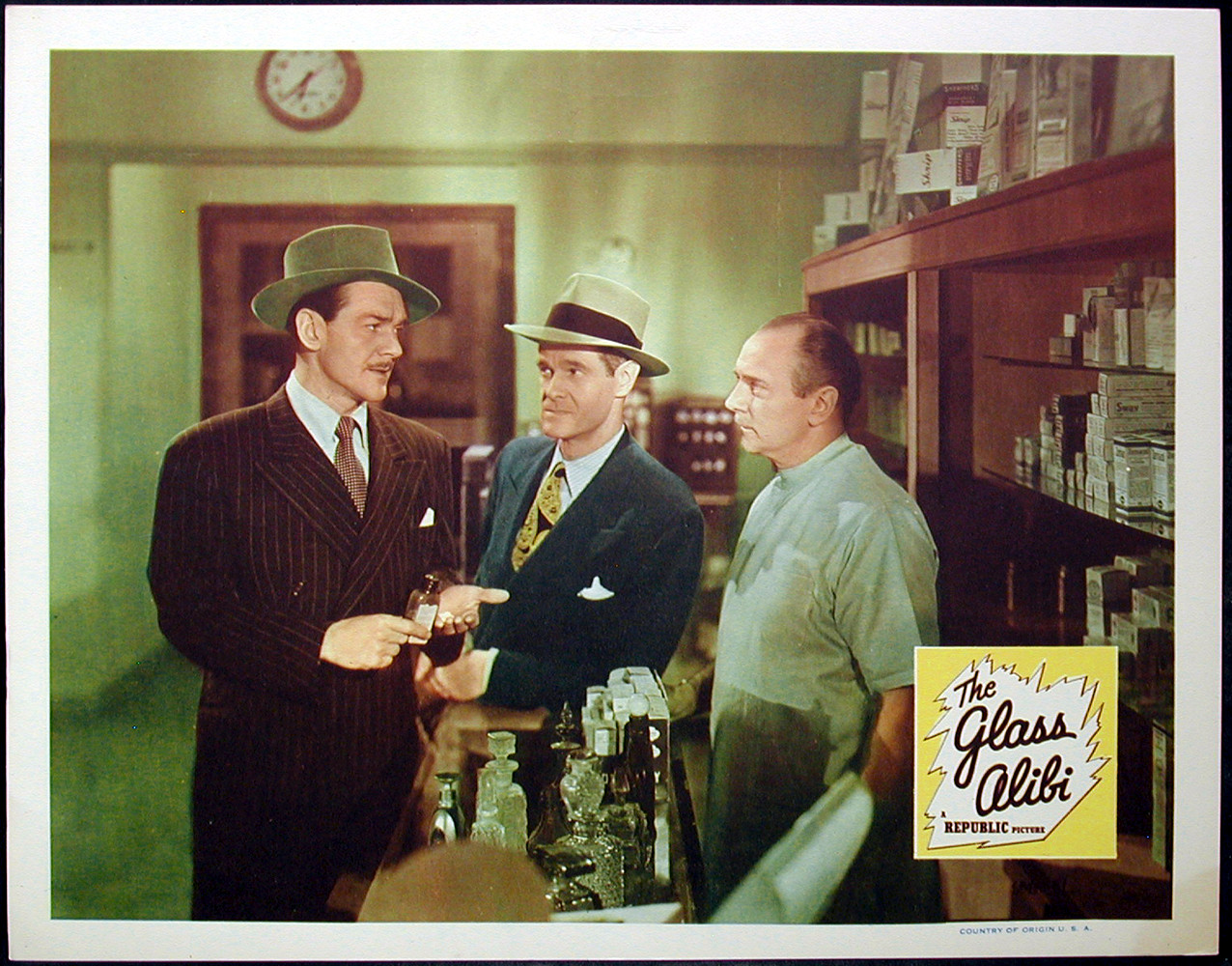
Дуглас Фоули (слева) на рекламной афише фильма «Стеклянное алиби» (1946)

Вернувшись в Голливуд в 1944 году, Фоули исполнил роль армейского капитана в увлекательной военной комедии «Послушайте, рядовой Харгроув» (1944), он также сыграл в криминальной комедии «Одного тела слишком много» (1944), криминальной мелодраме «Леди в камере смертников» (1944) и вестерне «Не ограничивай меня» (1945).
Год спустя в фильме нуар «Стеклянное алиби» (1946) Фоули предстал в образе репортёра, который готовит убийство своей богатой жены.

В 1947 году Фоули сыграл в таких крупнобюджетных картинах, как романтическая комедия «Рекламисты» (1947) с Кларком Гейблом и вестерн «Море травы» (1947) со Спенсером Трейси и Кэтрин Хепбёрн. В том же году Фоули появился в целой серии фильмов нуар, среди них «Козёл отпущения» (1947), который был поставлен по рассказу Корнелла Вулрича «Кокаин». В этой картине Фоули сыграл роль мудрого инспектора полиции Шэннона, который возглавляет расследование в отношении некого Тома Кокрейна (Лео Пенн), обнаруженного в бессознательном состоянии на улице с окровавленным ножом в руке. В конце концов, Том сбегает из-под охраны и под незаметным, но неустанным контролем Шэннона находит как жертву, так и убийцу, а также устанавливает мотив преступления. Следующий фильм нуар «Отчаянный» (1947) рассказывает историю честного молодого водителя грузовика Стивена Рендалла (Стив Броуди), которого бандит Уолт Рэдак (Рэймонд Бёрр) обманом вовлекает в ограбление мехового склада, в ходе которого убивают полицейского. Опасаясь преследования как со стороны полиции, так и грабителей, Стивен вместе с молодой женой подаётся в бега, после чего Уолт нанимает частного детектива Пита Левича (его играет Фоули), чтобы тот нашёл беглеца. Когда Левичу удаётся определить местонахождение Стивена, однако когда он приходит в логово к Уолту, вслед за ним появляется выследившая его полиция. Решив, что Левич сдал банду, Уолт убивает его. 

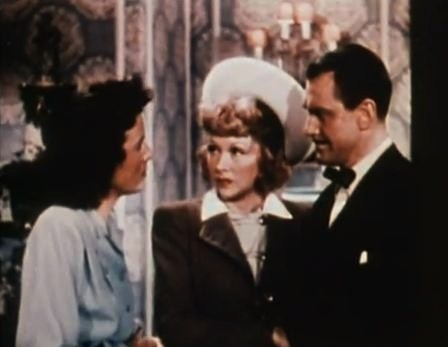
Молли Ламонт, Джойс Комптон и Дуглас Фоули в фильме «Напуганная до смерти» (1947)

В том же году Фоули сыграл в нескольких менее значимых фильмах нуар, среди них «Ответный удар» (1947), «Розы красные» (1947) и «Ключевой свидетель» (1947), а также в фантастическом триллере «Напуганная до смерти» (1947).
Фоули продолжил сниматься в нуаровых лентах и в 1948 году, в частности, сыграл в фильмах «Порт в полночь» (1948) и «За закрытыми дверями» (1948). Как отмечает Хэннсберри, в последней картине имя Фоули «указано третьим в списке актёров. Здесь он гладко выбрит и в очках, и его с трудом можно узнать в роли Ларсона, садиста-охранника санатория, в котором скрылся от властей коррумпированный судья в бегах». Проникнувший в санаторий частный детектив находит судью, но его едва не убивает Ларсон, который, узнав, кто он такой, запирает его в камеру с безумным пациентом-убийцей по прозвищу Чемпион, который в конце концов вырывается из камеры и набрасывается на Ларсона. В конце концов, подоспевшая полиция убивает Чемпиона и арестовывает всех преступников. Как пишет Хэннсберри, «Фоули получил положительные отзывы критиков за свою игру в этом фильме», один из которых отметил его «по-умному сдержанный подход к роли», а другой просто написал, что он был «очень хорош». В свою очередь современный историк кино Гленн Эриксон просто написал, что в этом фильме «Фоули, как обычно, отлично играет плохого парня». В том же году Фоули сыграл в нескольких вестернах, включая «Коронер Крик» (1948) с Рэндольфом Скоттом, «Чёрный Барт» (1948) с Ивонн де Карло, «Контрабандисты оружия» (1948) и комедийный вестерн «Парень едет на запад» (1948).
Год спустя Фоули сыграл роль детектива в гангстерском нуаре «Флэкси Мартин» (1949) с Вирджинией Мейо в главной роли, он также появился в мелодраме о владельце казино «Любой номер может сыграть» (1949) с Гейблом в главной роли и в приключенческой ленте о горилле, оказавшейся в Голливуде, «Могучий Джо Янг» (1949). Однако, по мнению Хэннсберри, наиболее значимым у Фоули в том году был «первоклассный военный фильм Уильяма Уэллмана „Поле битвы“ (1949) с Вэном Джоносоном, Джоном Ходяком и Рикардо Монталбаном». Как пишет критик, «игра Фоули в этом фильме была одной из самых запоминающихся. Он сыграл Кипа Кипптона, беззубого солдата с плохо подогнанными зубными протезами. Эта роль как будто специально была написана для Фоули — во время службы военным моряком во время Второй мировой войны он случайно оказался в зоне взрыва, в результате чего сломал челюсть и потерял большинство зубов».
В 1950 году вышел фильм нуар «Ограбление инкассаторской машины» (1950), в котором Фоули предстал в образе неудачливого Бенни Макбрайда, который вступает в банду грабителей в надежде вернуть себе внимание своей алчной жены Ивонн (Адель Джергенс). Тщательно проработанное ограбление под руководством хладнокровного бандита Дейва Первиса (Уильям Тэлман), почти срывается, когда на месте преступления случайно оказываются копы, в итоге один офицер убит, а Бенни получает тяжёлое ранение. Четверо воров всё-таки скрываются с деньгами, однако Дейв отказывает Бенни в его многочисленных мольбах о врачебной помощи. В конце концов, Дейв убивает Бенни, когда тот наставляет на него оружие. Затем оставшихся членов банды одного за одним арестовывают или убивают. Саму картину рецензент Variety назвал «жёстким фильмом», который «разыгрывается в хорошем темпе», а игру Фоули он назвал «мастерской».
В другом нуаре того же года, «Край гибели» (1950), речь шла о молодом парне Мартине Линне (Фарли Грейнджер), который в неконтролируемом порыве убивает приходского священника, отказавшегося обеспечить «достойные похороны» его умершей матери. В этой картине Фоули предстаёт в образе жёсткого детектива, который сначала арестовывает Мартина по подозрению в другом преступлении, однако затем отпускает его. Выйдя на свободу, Мартин мучается угрызениями совести и в итоге сам сдаётся полиции. Как отметила Хэннсберри, «после выхода на экраны фильм получил неоднозначные отзывы критики». Так, Уайли Уильямс из Hollywood Citizen-News назвал картину «зрелым фильмом с убедительным посланием», а обозреватель «Нью-Йорк Таймс» заключил, что он «идёт довольно традиционным мелодраматическим путём». Филипп К. Шойер из «Лос-Анджелес Таймс» однако похвалил Фоули «за грамотную игру» наряду с другими актёрами второго плана. В том же году Фоули вновь был детективом в незатейливой криминальной мелодраме «Отдел по борьбе с мошенниками» (1950), а также сыграл роль таксиста в приятной спортивной фэнтези-комедии «Ангелы на поле» (1951) с Полом Дугласом.
Как отметил Хэл Эриксон, однако «самой лучшей ролью Фоули был безнадёжно невротический кинорежиссёр» в мюзикле «Поющие под дождём» (1952) с участием Джина Келли и Дебби Рейнольдс. В некрологе актёра в «Нью-Йорк Таймс» также указывалось, что в этом мюзикле Фоули сыграл одну из «самых известных своих ролей оцепеневшего кинорежиссёра, который пытается подготовить звезду немого кино, чтобы тот сыграл в своём первом звуковом фильме». Год спустя Фоули сыграл ещё одном популярном мюзикле «Театральный фургон» (1953), на этот раз с Фредом Астером, в котором исполнил более скромную роль аукциониста.

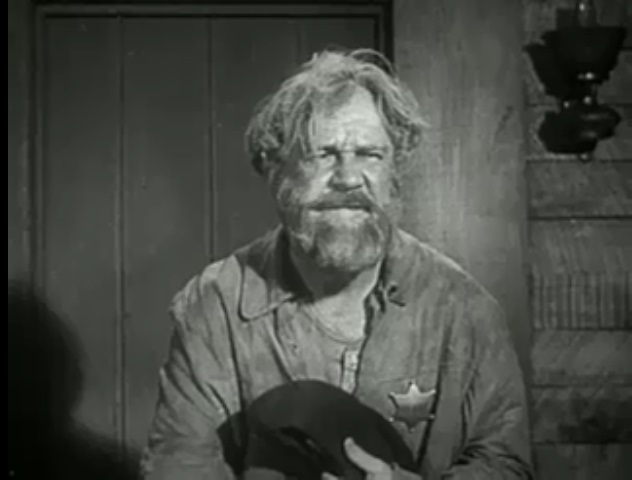
Дуглас Фоули в фильме «Рейдеры старой Калифорнии» (1957)

Во второй половине 1950-х годов активность Фоули в кино заметно снизилась. Среди фильмов середины и второй половины 1950-х годов Хэннсберри выделяет роли Фоули в качестве бармена в хорошем вестерне «Одинокий стрелок» (1954) с Джорджем Монтгомери и Дороти Мэлоун, врача — в приключенческом триллере «Обнажённые джунгли» (1954) с Чарльтоном Хестоном, шерифа — в вестерне «Рейдеры старой Калифорнии» (1957) и солдата на Корейской войне — в комедии Джерри Льюиса «Мальчик гейши» (1957),
В 1960 году Фоули попробовал свои силы в качестве продюсера и режиссёра, сделав низкобюджетную приключенческую фэнтези-мелодраму «Любовь Макумба» (1960), которая снималась в Бразилии. Однако, как пишет Хэннсберри, «после плохого приёма картины Фоули решил остаться актёром».
В 1960-е годы количество киноролей у Фоули продолжало сокращаться, тем не менее, он запомнился ролями Васасио в пеплуме «Варавва» (1961) с Энтони Куином в главной роли, фотографа в комедии с Дином Мартиным «Кто спал в моей постели?» (1963), беззубого ковбоя — в фэнтези-вестерне «Семь лиц доктора Лао» (1964), судьи — в успешной криминальной драме «Широко шагая» (1973), а также сыграл в неплохом вестерне с Чарльзом Бронсоном «С полдня до трёх» (1976). Последний раз Фоули появился на большом экране в забавной диснеевской комедии «Нерегулярные войска Норт-авеню» (1979).

## Карьера на телевидении
В 1950-е годы, по словам Эриксона, параллельно с работой в кино Фоули «начал делать себе имя на малом экране». Как отмечает «Нью-Йорк Таймс», «телезрители конца 1950-х и начала 1960-х годов знали Фоули как друга заглавного героя по имени Док Холлидей в популярном вестерне-сериале канала ABC „Жизнь и житие Уайатта Эрпа“». Всего в период с 1955 по 1961 год Фоули сыграл в 68 эпизодах этого сериала (в некоторых эпизодах он был Доком Фабриком, а также судьёй). В этом сериале актёр создал образ умного, циничного, рискованного, пьющего и азартного героя, который смело брал закон в свои руки, особенно, когда это касалось защиты своего друга, оттеняя чистый, сугубо положительный образ главного героя. Несколько лет спустя Фоули входил в основной состав комедийного телесериала-вестерна CBS «Пистолеты и девушки» (1966-67), где снялся в 27 эпизодах в роли сварливого старого деда Хэнкса в семье вооружённых женщин, которые умеют постоять за себя. Ещё позднее он сыграл ставшего студентом отставного бизнесмена в 11 эпизодах недолговечного ситкома ABC «Детективная школа», который выходил с июля по ноябрь 1979 года.
Фоули также сыграл гостевые роли в десятках других сериалов, включая «Ричард Даймон, частный детектив» (1958), «Разыскивается живым или мёртвым» (1960), «Дни в долине смерти» (1960-68, 4 эпизода), «Перри Мейсон» (1964), «Бонанза» (1965), «Дэниел Бун» (1966), «Гомер Куча, морпех» (1966), «Дымок из ствола» (1973), «Улицы Сан-Франциско» (1973), «Женщина-полицейский» (1974), «Доктор Маркус Уэлби» (1975), «Досье детектива Рокфорда» (1975), а также в мини-сериале «Менялы» (1976) по роману Артура Хейли.

## Актёрское амплуа и оценка творчества
Как отмечает Карен Хэннсберри, «Дуглас Фоули был известен в Голливуде главным образом двумя вещами — актёрской разносторонностью и любовью к бракам». По словам киноведа, «хотя сегодня мало кто помнит имя Фоули, в период своего расцвета он был одним из самых загруженных голливудских актёров как в жанре комедии, так и драмы, завоевав авторитет благодаря своей надёжности и разнообразию». За свою 46-летнюю карьеру он появился более чем в 200 фильмах, «сыграв всё — от крутых гангстеров до утомлённых ковбоев».
Наиболее значимыми среди многочисленных фильмов Фоули, по мнению Хэннсберри, были «Додж-Сити» (1939), «Поющие под дождём» (1952), «Высокий и могучий» (1954), «Варавва» (1961) и «Широко шагая» (1973). Он также был известен по ролям в фильмах нуар, таким как «Козёл отпущения» (1947), «Отчаянный» (1947), «За закрытыми дверями» (1948), «Край гибели» (1950) и «Ограбление инкассаторской машины» (1950). В некоторых из них, по словам Хэннсберри, он «показал свой талант в исполнении отрицательных ролей, чем, безусловно, заслужил место в книгах по истории голливудского кино». За свою карьеру Фоули играл вместе с крупнейшими кинозвёздами, среди которых Кларк Гейбл, Ава Гарднер, Джин Келли и Фрэнк Синатра.
Он также использовал свой многогранный талант с успехом и на малом экране, сыграв немало гостевых ролей в самых разнообразных программах, включая постоянную роль Дока Холлидея в популярном сериале «Жизнь и житие Уайатта Эрпа».

## Личная жизнь
В общей сложности Фоули был женат семь раз. В июле 1935 года он впервые женился на актрисе Марджори Рид, вызвав, как написал один журналист, «грозовые фронты недовольства родителей жены», которые были категорически против этого брака. Однако, как отмечает Хэннсберри, этот брак продержался менее двух лет, и в 1938 году Фоули женился во второй раз на светской даме и актрисе Шелби Пейн. Этот брак просуществовал до 1943 года, когда Пейн подала на развод, утверждая, что Фоули применял по отношению к ней физическое насилие. Пейн утверждала: «Он бил меня несколько раз… однажды прямо в челюсть». Год спустя, когда Фоули служил в военно-морском флоте, он женился на Мэри Хантер, гражданской служащей на военной базе в Сан-Диего, но в 1947 году и этот брак закончился разводом. В тот же год после стремительного ухаживания Фоули женился на ничем не известной Вивьен Чамберс, за которой в 1950 году последовал брак с Джой Торступ. В 1954 году Фоули женился в шестой раз на актрисе Мэри Энн Уолш, которая была моложе его на 20 лет. Фоули и Уолш прожили вместе менее года, и во время развода Уолш утверждала, что её супруг был чрезмерно ревнив, не позволяя ей выходить из дома без своего согласия, и даже запрещая встречаться со своей семьёй. Уолш говорила: «От всего этого я чувствовала себя ужасно. Я похудела и была на грани нервного срыва». Последний раз Фоули женился в 1961 году на Жан-Луиз Паскаль, с которой прожил вплоть до своей смерти в 1998 году. Всего от разных браков у Фоули родилось пятеро детей — Дуглас-младший, Ким, Дэниел, Гретчен и Кип. Ким Фоули, его сын от брака с Шелби Пейн, стал известным рок-музыкантом, актёром и музыкальным продюсером.

## Смерть
Дуглас Фоули умер 21 мая 1998 года в Доме актёров кино и телевидения в Вудленд-Хиллз, не дожив девяти дней до своего 87-летия.

## Фильмография
| Год       |     | Русское название                        | Оригинальное название                    | Роль                                                   |
| --------- | --- | --------------------------------------- | ---------------------------------------- | ------------------------------------------------------ |
| 1933      | ф   | Женщина, которая проявила смелость      | The Woman Who Dared                      | друг Кэй                                               |
| 1933      | ф   | Безумная игра                           | The Mad Game                             | гангстер (в титрах не указан)                          |
| 1934      | ф   | Я ненавижу женщин                       | I Hate Women                             | Нельсон                                                |
| 1934      | ф   | Давай это обсудим                       | Let's Talk It Over                       | моряк Джонс                                            |
| 1934      | ф   | Дар болтовни                            | Gift of Gab                              | Мак                                                    |
| 1934      | ф   | Студенческий тур                        | Student Tour                             | Маши                                                   |
| 1934      | ф   | Деньги ничего не значат                 | Money Means Nothing                      | Ред Миллер (в титрах не указан)                        |
| 1934      | ф   | Оператор 13                             | Operator 13                              | офицер юнионистов (в титрах не указан)                 |
| 1934      | ф   | Тонкий человек                          | The Thin Man                             | таксист (в титрах не указан)                           |
| 1934      | ф   | Поезд на Восток                         | Sleepers East                            | гангстер (в титрах не указан)                          |
| 1935      | ф   | Ночная жизнь Богов                      | Night Life of the Gods                   | Сирил Спаркс                                           |
| 1935      | ф   | Леди на время                           | Transient Lady                           | Мэтт Бакстер                                           |
| 1935      | ф   | Прямо от сердца                         | Straight from the Heart                  | Спид Спелвин                                           |
| 1935      | ф   | Двое вечером                            | Two for Tonight                          | Пух Донахью                                            |
| 1935      | ф   | Принцесса О’Хара                        | Princess O'Hara                          | ведущий (в титрах не указан)                           |
| 1936      | ф   | Кольцо вокруг Луны                      | Ring Around the Moon                     | Тед Кёрлью                                             |
| 1936      | ф   | Большие карие глаза                     | Big Brown Eyes                           | Бенни Бэттл                                            |
| 1936      | ф   | Морская авиация                         | Navy Born                                | лейтенант Стив Бассетт                                 |
| 1936      | ф   | 36 часов на убийство                    | 36 Hours to Kill                         | Дьюк Бенсон                                            |
| 1936      | ф   | Крэш Донован                            | Crash Donovan                            | Харрис                                                 |
| 1936      | ф   | Пой, детка, пой                         | Sing, Baby, Sing                         | Мак                                                    |
| 1936      | ф   | Мэйден лейн, 15                         | Fifteen Maiden Lane                      | Ник Шелби                                              |
| 1937      | ф   | По-женски                               | Woman-Wise                               | Стивенс                                                |
| 1937      | ф   | На авеню                                | On the Avenue                            | Эдди Идс                                               |
| 1937      | ф   | Перерыв на роман                        | Time Out for Romance                     | Рой Уэбстер                                            |
| 1937      | ф   | Агент президента                        | This Is My Affair                        | Алек                                                   |
| 1937      | ф   | Пятьдесят дорог в город                 | Fifty Roads to Town                      | Датч Нельсон                                           |
| 1937      | ф   | Она хотела есть                         | She Had to Eat                           | Дьюк Стейси                                            |
| 1937      | ф   | Уайлд и Вулли                           | Wild and Woolly                          | Блэки Морган                                           |
| 1937      | ф   | Проснись и пой                          | Wake Up and Live                         | Херман                                                 |
| 1937      | ф   | В одной мили от рая                     | One Mile from Heaven                     | Джим Табор                                             |
| 1937      | ф   | Чарли Чан на Бродвее                    | Charlie Chan on Broadway                 | Джонни Бёрк                                            |
| 1937      | ф   | Любовь и шипения                        | Love and Hisses                          | Уэбстер                                                |
| 1938      | ф   | Городская девушка                       | City Girl                                | Ритчи                                                  |
| 1938      | ф   | Прогулка по Бродвею                     | Walking Down Broadway                    | Эйс Вагнер                                             |
| 1938      | ф   | Азартная игра мистера Мото              | Mr. Moto's Gamble                        | Ник Краудер                                            |
| 1938      | ф   | Рэгтайм-бэнд Александера                | Alexander's Ragtime Band                 | Снэппер                                                |
| 1938      | ф   | Муж по паспорту                         | Passport Husband                         | Тайгер Мартин                                          |
| 1938      | ф   | Продолжая улыбаться                     | Keep Smiling                             | Седрик Хант                                            |
| 1938      | ф   | Перерыв на убийство                     | Time Out for Murder                      | Дж.Е. «Датч» Моран                                     |
| 1938      | ф   | Патрулирующая подводная лодка           | Submarine Patrol                         | моряк Пинки Бретт                                      |
| 1939      | ф   | Дикая кошка Аризоны                     | The Arizona Wildcat                      | Руф Гэллоуэй                                           |
| 1939      | ф   | Внутренняя история                      | Inside Story                             | Гас Броули                                             |
| 1939      | ф   | Додж-Сити                               | Dodge City                               | Мангер                                                 |
| 1939      | ф   | Счастливая ночь                         | Lucky Night                              | Джордж                                                 |
| 1939      | ф   | Друг                                    | Boy Friend                               | Эд Бойд                                                |
| 1939      | ф   | Это могло случиться с тобой             | It Could Happen to You                   | Фредди Барлоу                                          |
| 1939      | ф   | Чарли Чан на Острове сокровищ           | Charlie Chan at Treasure Island          | Пит Льюис                                              |
| 1939      | ф   | Генри едет в Аризону                    | Henry Goes Arizona                       | Рикки Дойл                                             |
| 1939      | ф   | Слегка порядочный                       | Slightly Honorable                       | Мэддер                                                 |
| 1940      | ф   | Девушка из кафе                         | Cafe Hostess                             | Эдди Морган                                            |
| 1940      | ф   | Упряжка из двадцати мулов               | 20 Mule Team                             | одинокий ковбой                                        |
| 1940      | ф   | Вагоны на Запад                         | Wagons Westward                          | Билл Марсден                                           |
| 1940      | ф   | Пирс 13                                 | Pier 13                                  | Джонни Хейл                                            |
| 1940      | ф   | Боксёры                                 | The Leather Pushers                      | Слик Коннолли                                          |
| 1940      | ф   | Черокский выступ                        | Cherokee Strip                           | Альф Барратт                                           |
| 1940      | ф   | К востоку от реки                       | East of the River                        | Сай Тёрнер                                             |
| 1940      | ф   | Эллери Куин, мастерский детектив        | Ellery Queen, Master Detective           | Рокки Тейлор                                           |
| 1941      | ф   | Великая афера                           | The Great Swindle                        | Рокки Эндрюс                                           |
| 1941      | ф   | Пастор из Панаминта                     | The Parson of Panamint                   | Чэппи Эллертон                                         |
| 1941      | ф   | Опасная дама                            | Dangerous Lady                           | сержант полиции Брент                                  |
| 1941      | ф   | Танк на миллион                         | Tanks a Million                          | капитан Россмид                                        |
| 1941      | ф   | Врачи не говорят                        | Doctors Don't Tell                       | Джо Грант                                              |
| 1941      | ф   | Секреты пустоши                         | Secrets of the Wasteland                 | Слейд Селтерс                                          |
| 1941      | ф   | Мистер окружной прокурор в деле Картера | Mr. District Attorney in the Carter Case | Винсент Маккей                                         |
| 1942      | ф   | Сено-солома                             | Hay Foot                                 | капитан Россмид                                        |
| 1942      | ф   | Умник                                   | Mr. Wise Guy                             | Билл Коллинз                                           |
| 1942      | ф   | Закат в пустыне                         | Sunset on the Desert                     | Рэмзи Макколл                                          |
| 1942      | ф   | Так твоя тётя Эмма!                     | So's Your Aunt Emma!                     | Гас Хэммонд                                            |
| 1942      | ф   | Игрок на Миссисипи                      | Mississippi Gambler                      | Чет Мэтьюз                                             |
| 1942      | ф   | Я живу в опасности                      | I Live on Danger                         | Джои Фарр                                              |
| 1942      | кор | Ради общей защиты!                      | For the Common Defense!                  | Датч Мюллнер                                           |
| 1942      | ф   | Человек в багажнике                     | The Man in the Trunk                     | Эд Майгэтт                                             |
| 1942      | кор | Дьявол с Гитлером                       | The Devil with Hitler                    | Уолтер Битер                                           |
| 1942      | ф   | Потерянный каньон                       | Lost Canyon                              | Джефф Бёртон                                           |
| 1942      | ф   | Приготовиться к бою                     | Stand by for Action                      | энсин Мартин                                           |
| 1942      | ф   | Где-нибудь я найду тебя                 | Somewhere I'll Find You                  | армейский капитан (в титрах не указан)                 |
| 1943      | ф   | Плохой день Гилдерслива                 | Gildersleeve's Bad Day                   | Луи Бартон                                             |
| 1943      | ф   | Жучки                                   | Jitterbugs                               | Малколм Беннетт                                        |
| 1943      | ф   | Товарищи Кольта                         | Colt Comrades                            | Джо Брасс                                              |
| 1943      | ф   | Спящая лагуна                           | Sleepy Lagoon                            | Дж. «Мозг» Лукарно                                     |
| 1943      | ф   | Канзасец                                | The Kansan                               | Бен Нэш                                                |
| 1943      | ф   | Бар 20                                  | Bar 20                                   | подручный Слэш                                         |
| 1943      | ф   | Минный тральщик                         | Minesweeper                              | лейтенант Уэллс                                        |
| 1943      | ф   | Шанс всей жизни                         | The Chance of a Lifetime                 | Нэйлз Блэнтон (в титрах не указан)                     |
| 1944      | ф   | Рэкетир                                 | The Racket Man                           | Тоби Сайкс                                             |
| 1944      | ф   | Леди в камере смертников                | Lady in the Death House                  | доктор Дуайт «Брэд» Брэдфорд                           |
| 1944      | ф   | Послушайте, рядовой Харгроув            | See Here, Private Hargrove               | капитан Р.С. Мэнвилл                                   |
| 1944      | ф   | Нормирование                            | Rationing                                | Дикси Сэмсон                                           |
| 1944      | ф   | Детектив Кити О’Дэй                     | Detective Kitty O'Day                    | Гарри Даунс                                            |
| 1944      | ф   | Одного тела много                       | One Body Too Many                        | Генри Рузерфорд                                        |
| 1944      | ф   | Джонни здесь больше не живёт            | Johnny Doesn't Live Here Anymore         | Руди (в титрах не указан)                              |
| 1944      | ф   | Пожми руки убийце                       | Shake Hands with Murder                  | Стив Морган (в титрах не указан)                       |
| 1945      | ф   | По тропе навахо                         | Along the Navajo Trail                   | Дж. Ричард Бентли                                      |
| 1945      | ф   | Не ограничивай меня                     | Don't Fence Me In                        | Джек Гордон                                            |
| 1945      | ф   | Жизнь Блонди                            | Life with Blondie                        | Блэки Леонард (в титрах не указан)                     |
| 1946      | ф   | Плыть по течению                        | Drifting Along                           | Джек Дейли                                             |
| 1946      | ф   | Стеклянное алиби                        | The Glass Alibi                          | Джо Эйкнер                                             |
| 1946      | ф   | Кража в её сердце                       | Larceny in Her Heart                     | доктор Х.С. Паттерсон                                  |
| 1946      | ф   | В сомнительной компании                 | In Fast Company                          | Стив Трент                                             |
| 1946      | ф   | Фредди выходит вперёд                   | Freddie Steps Out                        | тренер Картер                                          |
| 1946      | ф   | Чик Картер, детектив                    | Chick Carter, Detective                  | Расти Фаррелл                                          |
| 1946      | ф   | Герой старших классов                   | High School Hero                         | тренер Картер                                          |
| 1946      | кор | Под канадским небом                     | 'Neath Canadian Skies                    | Нед Томпсон                                            |
| 1946      | кор | Север границы                           | North of the Border                      | Нэйлз Нельсон                                          |
| 1946      | ф   | Секрет её сестры                        | Her Sister's Secret                      | военно-морской офицер (в титрах не указан)             |
| 1946      | ф   | Рандеву 24                              | Rendezvous 24                            | главный агент Гоновер (в титрах не указан)             |
| 1946      | ф   | Алиби от блондинки                      | Blonde Alibi                             | подручный Уилли (в титрах не указан)                   |
| 1947      | ф   | Дикая страна                            | Wild Country                             | Кларк Варни                                            |
| 1947      | ф   | Испуганный смертью                      | Scared to Death                          | Терри Ли                                               |
| 1947      | ф   | Мэйзи под прикрытием                    | Undercover Maisie                        | Дэниелс                                                |
| 1947      | ф   | Ответный удар                           | Backlash                                 | Рэд Бейли                                              |
| 1947      | ф   | Козёл отпущения                         | Fall Guy                                 | инспектор Шэннон                                       |
| 1947      | ф   | Янки-факир                              | Yankee Fakir                             | Янки Дейвис                                            |
| 1947      | ф   | Трое на билет                           | Three on a Ticket                        | Мейс Морган                                            |
| 1947      | ф   | Полёт через джунгли                     | Jungle Flight                            | Том Хэммонд                                            |
| 1947      | ф   | Отчаянный                               | Desperate                                | Пит Лэвич, частный детектив                            |
| 1947      | ф   | Правонарушитель                         | The Trespasser                           | Билл Монроу                                            |
| 1947      | ф   | Рекламисты                              | The Hucksters                            | Джорджи Гейвер                                         |
| 1947      | ф   | Ребята из Гесс-хауса в Голливде         | The Gas House Kids in Hollywood          | Митч Гордон                                            |
| 1947      | ф   | Двигаясь по следу                       | Ridin' Down the Trail                    | Марк Батлер                                            |
| 1947      | ф   | Мертон из кино                          | Merton of the Movies                     | Фил                                                    |
| 1947      | ф   | Розы красные                            | Roses Are Red                            | Эйс Оливер                                             |
| 1947      | ф   | Роза Санта-Розы                         | Rose of Santa Rosa                       | Ларри Фиш                                              |
| 1947      | ф   | Ключевой свидетель                      | Key Witness                              | Джим Гатри (в титрах не указан)                        |
| 1947      | ф   | Веселье в уикэнд                        | Fun on a Week-End                        | владелец игрального дома (в титрах не указан)          |
| 1947      | ф   | Море травы                              | The Sea of Grass                         | Джо Хортон (в титрах не указан)                        |
| 1948      | ф   | Если бы ты знал Сюзи                    | If You Knew Susie                        | Марти                                                  |
| 1948      | ф   | Доки Нового Орлеана                     | Docks of New Orleans                     | Грок                                                   |
| 1948      | ф   | Парень идёт на Запад                    | The Dude Goes West                       | Битл                                                   |
| 1948      | ф   | Порт в полночь                          | Waterfront at Midnight                   | Джо Саргус                                             |
| 1948      | ф   | Коронер Крик                            | Coroner Creek                            | Стью Шеллис                                            |
| 1948      | ф   | Свинг Арканзаса                         | The Arkansas Swing                       | Говард, тренер лошадей                                 |
| 1948      | ф   | За закрытыми дверями                    | Behind Locked Doors                      | Ларсон                                                 |
| 1948      | ф   | Джо Палука: Победитель получает всё     | Joe Palooka in Winner Take All           | репортёр                                               |
| 1948      | ф   | Парень из Денвера                       | The Denver Kid                           | подручный Слип                                         |
| 1948      | ф   | Контрабандисты оружия                   | Gun Smugglers                            | Стив Ривс                                              |
| 1948      | ф   | Чёрный Барт                             | Black Bart                               | шериф Микс (в титрах не указан)                        |
| 1949      | ф   | Флэкси Мартин                           | Flaxy Martin                             | Макс, детектив                                         |
| 1949      | ф   | Поиски опасности                        | Search for Danger                        | инспектор                                              |
| 1949      | ф   | Переход Сузанны                         | Susanna Pass                             | Робертс, он же Уолтер П. Джонсон                       |
| 1949      | ф   | Корпорация поджогов                     | Arson, Inc.                              | Фредерик П. Фендер                                     |
| 1949      | ф   | Смертельная река                        | Massacre River                           | Симмс                                                  |
| 1949      | кор | Лязг и звон                             | Clunked in the Clink                     | муж Веры                                               |
| 1949      | ф   | Могучий Джо Янг                         | Mighty Joe Young                         | Джонс                                                  |
| 1949      | ф   | Джо Палука наносит ответный удар        | Joe Palooka in The Counterpunch          | Тёрстон                                                |
| 1949      | ф   | Колыбель Сатаны                         | Satan's Cradle                           | Стив Джентри                                           |
| 1949      | ф   | Поле битвы                              | Battleground                             | «Кипп» Кипптон                                         |
| 1949      | ф   | Предатели в полыни                      | Renegades of the Sage                    | Слопер                                                 |
| 1949      | ф   | Манхэттенский ангел                     | Manhattan Angel                          | мистер Фоули, газетный фотограф (в титрах не указан)   |
| 1950      | ф   | Акула-убийца                            | Killer Shark                             | Луи Бракадо                                            |
| 1950      | ф   | Опасайся Блонди                         | Beware of Blondie                        | Адольф                                                 |
| 1950      | ф   | Всадник из Тусона                       | Rider from Tucson                        | Боб Рэнкин                                             |
| 1950      | ф   | Ограбление инкассаторской машины        | Armored Car Robbery                      | Бенни Макбрайд                                         |
| 1950      | ф   | Край гибели                             | Edge of Doom                             | второй детектив                                        |
| 1950      | ф   | Отдел по борьбе с мошенниками           | Bunco Squad                              | детектив, сержант Мак Макманус                         |
| 1950      | ф   | Патруль на Рио-Гранде                   | Rio Grande Patrol                        | Брэгг Оркатт                                           |
| 1950      | ф   | Он удивителен                           | He's a Cockeyed Wonder                   | «Крэбс» Фрили                                          |
| 1950      | ф   | Миссис О`Мэйли и мистер Мелоун          | Mrs. O'Malley and Mr. Malone             | Стив Кепплар                                           |
| 1950      | ф   | Перегон в Тусон                         | Stage to Tucson                          | Айра Прентисс                                          |
| 1951      | ф   | Тарзан в опасности                      | Tarzan's Peril                           | Герберт Траск                                          |
| 1951      | ф   | Криминальный адвокат                    | Criminal Lawyer                          | Гарри Чини                                             |
| 1951      | ф   | Цепь обстоятельств                      | Chain of Circumstance                    | лейтенант Феннинг                                      |
| 1951      | ф   | К югу от Калиенте                       | South of Caliente                        | Дейв Норрис                                            |
| 1951      | ф   | Через Миссури                           | Across the Wide Missouri                 | Тин Кап Оуэнс (в титрах не указан)                     |
| 1951      | ф   | Ангелы на поле                          | Angels in the Outfield                   | таксист (в титрах не указан)                           |
| 1952      | ф   | Только в этот раз                       | Just This Once                           | Фрэнк Пирош                                            |
| 1952      | ф   | Поющие под дождем                       | Singin' in the Rain                      | Роскоу Декстер                                         |
| 1952      | ф   | Искатели хранители                      | Finders Keepers                          | Фрэнки Симмонс                                         |
| 1952      | ф   | Горизонты запада                        | Horizons West                            | Эд Томпкинс                                            |
| 1952      | ф   | Эта женщина опасна                      | This Woman Is Dangerous                  | Сондерс, владелец игрального дома (в титрах не указан) |
| 1952—1955 | с   | Приключения Дикого Билла Хикока         | Adventures of Wild Bill Hickok           | 2 эпизода                                              |
| 1953      | ф   | Человек под прикрытием                  | The Man Behind the Gun                   | Бакли                                                  |
| 1953      | ф   | Канзас Пасифик                          | Kansas Pacific                           | Макс Джэнус                                            |
| 1953      | ф   | Небольшое дело о краже                  | A Slight Case of Larceny                 | мистер Уайт                                            |
| 1953      | ф   | В круизе по реке                        | Cruisin' Down the River                  | Хамфри Хепбёрн                                         |
| 1953      | ф   | Женщины-кошки с Луны                    | Cat-Women of the Moon                    | Уолтер «Уолт» Уолтерс                                  |
| 1953      | ф   | Берег Рэд-Ривер                         | Red River Shore                          | Кейс Локвуд                                            |
| 1953      | ф   | Театральный фургон                      | The Band Wagon                           | аукционер (в титрах не указан)                         |
| 1953      | с   | Гордость семьи                          | The Pride of the Family                  | 1 эпизод                                               |
| 1953      | с   | Зеркальный театр от «Ревлон»            | The Revlon Mirror Theater                | 1 эпизод                                               |
| 1953      | с   | Жизнь семейства Райли                   | The Life of Riley                        | 1 эпизод                                               |
| 1954      | ф   | Обнаженные джунгли                      | The Naked Jungle                         | медик                                                  |
| 1954      | ф   | Неукрощённая наследница                 | Untamed Heiress                          | Пэл                                                    |
| 1954      | ф   | Юго-западный проход                     | Southwest Passage                        | Тоуд Эллис                                             |
| 1954      | ф   | Великая ночь Казановы                   | Casanova's Big Night                     | второй заключённый                                     |
| 1954      | ф   | Одинокий стрелок                        | The Lone Gun                             | бармен                                                 |
| 1954      | ф   | Великий и могучий                       | The High and the Mighty                  | Элсоп                                                  |
| 1954      | ф   | Глубоко в моем сердце                   | Deep in My Heart                         | Гарольд Баттерфилд                                     |
| 1954      | ф   | Цирк с тремя аренами                    | 3 Ring Circus                            | офицер по зарплате (в титрах не указан)                |
| 1954      | кор | С этим кольцом                          | With This Ring                           |                                                        |
| 1954      | с   | Шоу Эбботт и Костелло                   | The Abbott and Costello Show             | 1 эпизод                                               |
| 1954      | с   | Общественный защитник                   | Public Defender                          | 1 эпизод                                               |
| 1954      | с   | Театр четырёх звёзд                     | Four Star Playhouse                      | 2 эпизода                                              |
| 1954      | с   | Порт                                    | Waterfront                               | 1 эпизод                                               |
| 1954      | с   | Городской детектив                      | City Detective                           | 2 эпизода                                              |
| 1954      | с   | Великий Гилдерслив                      | The Great Gildersleeve                   | 1 эпизод                                               |
| 1954      | с   | Человек со значком                      | The Man Behind the Badge                 | 1 эпизод                                               |
| 1954—1955 | с   | Приключения Сокола                      | Adventures of the Falcon                 | 2 эпизода                                              |
| 1954—1955 | с   | Шоу Джорджа Бернса и Грейси Аллен       | The George Burns and Gracie Allen Show   | 3 эпизода                                              |
| 1955      | ф   | Одинокий след                           | The Lonesome Trail                       | Безумный Чарли Боунстил                                |
| 1955      | ф   | Дама из Техаса                          | Texas Lady                               | Клэй Баллард                                           |
| 1955      | ф   | Девичья лихорадка                       | The Girl Rush                            | Чарли, крупье                                          |
| 1955      | с   | Декабрьская невеста                     | December Bride                           | 1 эпизод                                               |
| 1955      | с   | Топпер                                  | Topper                                   | 1 эпизод                                               |
| 1955—1956 | с   | Эта великолепная жизнь                  | It's a Great Life                        | 2 эпизода                                              |
| 1955—1958 | с   | Приключения Рин Тин Тина                | The Adventures of Rin Tin Tin            | 3 эпизода                                              |
| 1955—1961 | с   | Жизнь и житие Уайатта Эрпа              | The Life and Legend of Wyatt Earp        | Док Холлидэй, 68 эпизодов                              |
| 1956      | ф   | Бандит                                  | Bandido                                  | Макги                                                  |
| 1956      | ф   | Человек из Дель-Рио                     | Man from Del Rio                         | док Адамс                                              |
| 1956      | ф   | Давай рок, красотка                     | Rock, Pretty Baby                        | «Папаша» Райт                                          |
| 1956      | ф   | Разбитая звезда                         | The Broken Star                          | Хирам Чарльтон                                         |
| 1956      | с   | Миллионер                               | The Millionaire                          | 1 эпизод                                               |
| 1956      | с   | Шайенн                                  | Cheyenne                                 | 1 эпизод                                               |
| 1956      | с   | Перекрёстки                             | Crossroads                               | 1 эпизод                                               |
| 1956      | с   | Театр Зейна Грея                        | Zane Grey Theater                        | 1 эпизод                                               |
| 1956—1972 | с   | Лесси                                   | Lassie                                   | 3 эпизода                                              |
| 1957      | ф   | Келли и я                               | Kelly and Me                             | Дейв Гэнс                                              |
| 1957      | ф   | Значок маршала Бреннана                 | The Badge of Marshal Brennan             | маршал Мэтт Бреннан                                    |
| 1957      | ф   | Рейдеры старой Калифорнии               | Raiders of Old California                | шериф                                                  |
| 1957      | ф   | Байу                                    | Bayou                                    | Эмиль Хеберт                                           |
| 1957      | с   | Студия 57                               | Studio 57                                | 1 эпизод                                               |
| 1957      | с   | Код 3                                   | Code 3                                   | 1 эпизод                                               |
| 1957      | с   | Телефонное время                        | Telephone Time                           | 1 эпизод                                               |
| 1957      | с   | Театр Деймона Раниона                   | Damon Runyon Theater                     | 1 эпизод                                               |
| 1957      | с   | Телефонное время                        | Telephone Time                           | 1 эпизод                                               |
| 1957—1959 | с   | Солдат штата                            | State Trooper                            | 3 эпизода                                              |
| 1957—1965 | с   | Шоу Рэда Скелтона                       | The Red Skelton Show                     | 5 эпизодов                                             |
| 1958      | ф   | Подарок для Хайди                       | A Gift for Heidi                         | дядя Алм                                               |
| 1958      | ф   | Мальчик гейши                           | The Geisha Boy                           | солдат в Корее (в титрах не указан)                    |
| 1958      | с   | Маршал США                              | U.S. Marshal                             | 1 эпизод                                               |
| 1958      | с   | Выслеживание                            | Trackdown                                | 1 эпизод                                               |
| 1958      | с   | Барабан Джефферсона                     | Jefferson Drum                           | 1 эпизод                                               |
| 1958      | с   | Ричард Даймонд, Частный Детектив        | Richard Diamond, Private Detective       | 1 эпизод                                               |
| 1958      | с   | Калифорнийцы                            | The Californians                         | 1 эпизод                                               |
| 1958      | с   | Освободите место для папочки            | Make Room for Daddy                      | 1 эпизод                                               |
| 1958      | с   | Шоу Гейл Сторм: О! Сюзанна              | The Gale Storm Show: Oh! Susanna         | 1 эпизод                                               |
| 1959      | ф   | Эта тысяча холмов                       | These Thousand Hills                     | Уайти (в титрах не указан)                             |
| 1959      | с   | Театр от «Алкоа»                        | Alcoa Theatre                            | 1 эпизод                                               |
| 1959      | с   | Морская охота                           | Sea Hunt                                 | 1 эпизод                                               |
| 1959      | с   | Техасец                                 | The Texan                                | 1 эпизод                                               |
| 1960      | ф   | Страсть в пыли                          | Desire in the Dust                       | Зуба Уилсон                                            |
| 1960      | с   | Натянутый канат                         | Tightrope                                | 1 эпизод                                               |
| 1960      | с   | Пони экспресс                           | Pony Express                             | 1 эпизод                                               |
| 1960      | с   | Разыскивается живым или мёртвым         | Wanted: Dead or Alive                    | 1 эпизод                                               |
| 1960—1968 | с   | Дни в долине смерти                     | Death Valley Days                        | 4 эпизода                                              |
| 1961      | ф   | Крупнокалиберное ружьё                  | Buffalo Gun                              | шериф                                                  |
| 1961      | ф   | Варавва                                 | Barabbas                                 | Васасио                                                |
| 1963      | ф   | Чудесное спасение белых скакунов        | Miracle of the White Stallions           | генерал-лейтенант Уолто Х. Уокер                       |
| 1963      | с   | Караван повозок                         | Wagon Train                              | 1 эпизод                                               |
| 1963      | с   | Шоу Энди Гриффита                       | The Andy Griffith Show                   | 1 эпизод                                               |
| 1964      | ф   | 7 лиц доктора Лао                       | 7 Faces of Dr. Lao                       | беззубый ковбой                                        |
| 1964      | с   | Перри Мейсон                            | Perry Mason                              | 1 эпизод                                               |
| 1964      | с   | Хэйзел                                  | Hazel                                    | 1 эпизод                                               |
| 1964      | с   | Путешествия Джейме Макфитерза           | The Travels of Jaimie McPheeters         | 1 эпизод                                               |
| 1964      | с   | Темпл Хьюстон                           | Temple Houston                           | 1 эпизод                                               |
| 1965      | ф   | Стрелки дьявола                         | Guns of Diablo                           | мистер Кнудсен                                         |
| 1965      | ф   | Кошмар на солнце                        | Nightmare in the Sun                     |                                                        |
| 1965      | с   | Шоу Билла Дэны                          | The Bill Dana Show                       | 1 эпизод                                               |
| 1965      | с   | Ларедо                                  | Laredo                                   | 1 эпизод                                               |
| 1965      | с   | Виргинец                                | The Virginian                            | 2 эпизода                                              |
| 1965      | с   | Бонанза                                 | Bonanza                                  | 1 эпизод                                               |
| 1965      | с   | Клеймённый                              | Branded                                  | 1 эпизод                                               |
| 1966      | с   | Шоу Люси                                | The Lucy Show                            | 1 эпизод                                               |
| 1966      | с   | Дэниэл Бун                              | Daniel Boone                             | 1 эпизод                                               |
| 1966      | с   | Гомер Куча, морпех                      | Gomer Pyle: USMC                         | 1 эпизод                                               |
| 1966—1967 | с   | Пистолеты и девушки                     | Pistols 'n' Petticoats                   | дедушка Эндрю Хэнкс, 27 эпизодов                       |
| 1967      | с   | На встречу с мудрецом                   | Off to See the Wizard                    | 1 эпизод                                               |
| 1967      | с   | Данди и Калхейн                         | Dundee and the Culhane                   | 1 эпизод                                               |
| 1967      | с   | Человек по имени Шенандоа               | A Man Called Shenandoah                  | 1 эпизод                                               |
| 1967      | с   | Стальной жеребец                        | Iron Horse                               | 1 эпизод                                               |
| 1968      | с   | Три моих сына                           | My Three Sons                            | 1 эпизод                                               |
| 1968      | с   | Вторая сотня лет                        | The Second Hundred Years                 | 1 эпизод                                               |
| 1969      | ф   | Хорошие и плохие парни                  | The Good Guys and the Bad Guys           | Гранди                                                 |
| 1969      | с   | Оружие Уилла Соннетта                   | The Guns of Will Sonnett                 | 1 эпизод                                               |
| 1969      | с   | Хозяин горы                             | Gentle Ben                               | 1 эпизод                                               |
| 1969      | с   | Добро пожаловать в мой мир              | My World and Welcome to It               | 2 эпизода                                              |
| 1970      | с   | Мэйберри                                | Mayberry R.F.D.                          | 1 эпизод                                               |
| 1970      | с   | Джулия                                  | Julia                                    | 1 эпизод                                               |
| 1971      | с   | Наименование игры                       | The Name of the Game                     | 1 эпизод                                               |
| 1971      | с   | О’Хара, Казначейство США                | O'Hara, U.S. Treasury                    | 1 эпизод                                               |
| 1972      | ф   | Беги, пума, беги                        | Run, Cougar, Run                         | Джо Бикли                                              |
| 1972      | тф  | А вот и судья                           | Here Comes the Judge                     |                                                        |
| 1972      | с   | Округ Кейда                             | Cade's County                            | 2 эпизода                                              |
| 1973      | ф   | Широко шагая                            | Walking Tall                             | судья Кларк                                            |
| 1973      | ф   | Домоседы                                | Homebodies                               | мистер Кроуфорд                                        |
| 1973      | с   | Улицы Сан-Франциско                     | The Streets of San Francisco             | 1 эпизод                                               |
| 1973      | с   | Кунг-фу                                 | Kung Fu                                  | 1 эпизод                                               |
| 1973      | с   | Диснейленд                              | Disneyland                               | 2 эпизода                                              |
| 1973      | с   | Дымок из ствола                         | Gunsmoke                                 | 1 эпизод                                               |
| 1974      | с   | Женщина-полицейский                     | Police Woman                             | 1 эпизод                                               |
| 1975      | с   | Старски и Хатч                          | Starsky and Hutch                        | 1 эпизод                                               |
| 1975      | с   | Досье детектива Рокфорда                | The Rockford Files                       | 1 эпизод                                               |
| 1975      | с   | Колчак: Ночной охотник                  | Kolchak: The Night Stalker               | 1 эпизод                                               |
| 1975      | с   | Доктор Маркус Уэлби                     | Marcus Welby, M.D.                       | 1 эпизод                                               |
| 1976      | ф   | С полудня до трех                       | From Noon Till Three                     | Бак Бауэрс                                             |
| 1976      | с   | Варварский берег                        | Barbary Coast                            | 1 эпизод                                               |
| 1976      | с   | Подмена                                 | Switch                                   | 1 эпизод                                               |
| 1976      | с   | Рыцарь в синем                          | The Blue Knight                          | 1 эпизод                                               |
| 1976      | с   | Семья                                   | Family                                   | 1 эпизод                                               |
| 1976      | с   | В поисках приключений                   | The Quest                                | 1 эпизод                                               |
| 1976      | с   | Менялы                                  | Arthur Hailey's the Moneychangers        | Дэнни Керриган, 4 эпизода                              |
| 1976      | с   | Дорога в Орегон                         | The Oregon Trail                         | 1 эпизод                                               |
| 1977      | ф   | Белый бизон                             | The White Buffalo                        | Амос Биксби                                            |
| 1977      | тф  | Солнечное рождество                     | Sunshine Christmas                       | Стэнли                                                 |
| 1977      | ф   | Заговор в Блэк-Оук                      | Black Oak Conspiracy                     | Брайан Хэнкок                                          |
| 1977      | с   | Кварк                                   | Quark                                    | 1 эпизод                                               |
| 1979      | ф   | Нерегулярные войска Норт-авеню          | The North Avenue Irregulars              | Дилейни                                                |
| 1979      | с   | Остров фантазий                         | Fantasy Island                           | 1 эпизод                                               |
| 1979      | с   | Калифорнийский дорожный патруль         | CHiPs                                    | 1 эпизод                                               |
| 1979      | с   | Школа детективов                        | Detective School                         | Роберт Редфорд, 11 эпизодов                            |
| 1982      | с   | Отец Мерфи                              | Father Murphy                            | 1 эпизод                                               |